# Маренові
Маренові (Rubiaceae) — родина рослин порядку тирличецвітих (Gentianales), що містить такі рослини як кавове дерево, хінне дерево, гарденія та багато інших. Родина налічує приблизно 614 родів і 13465 видів згрупованих у 64 триби; рослини поширені по всьому світу, але найбільше в тропіках, особливо в Андах і на Мадагаскарі.

## Опис
Дерева, кущі, напівкущі або трави з супротивним простим суцільнокраїм листям із прилистками. Квітки двостатеві, актиноморфні, як правило, в складних суцвіттях. Оцвітина 4–5-члениста. Чашечка, як правило, більш-менш скорочена. Віночок зрослопелюстковий, з трубкою різної довжини і лійкоподібним або колоподібним відгином. Тичинок 4–5, тичинкові нитки прикріплені до трубки віночка. Зав'язь нижня, найчастіше (але не завжди) 2-гніздова, з різною кількістю анатропних зачатків. Плацентація центрально-кутова. Плід часто розпадається на мерикарпії, але також буває у вигляді коробочки, ягоди або кістянки. Насіння здебільшого з ендоспермом.

## Поширення
Більшість видів поширені у тропічних регіонах. Деякі види зустрічаються у помірному або навіть холодному кліматі. Більшість видів маренових ростуть в горах, тропіках і вологих низинах. Ростуть вздовж берегів водойм (озер, річок, боліт і тощо) і на узліссях. Дуже багато видів розселився по земній кулі у вигляді бур'янів.
В Україні поширені роди: маренка (Asperula), хрестівниця (Crucianella), хрестолист (Cruciata), підмаренник (Galium), маренниця (Sherardia), скелелюбка (Theligonum) і два види з типового роду марена (Rubia) — марена фарбувальна (Rubia tinctorum) і марена татарська (Rubia tatarica).

## Класифікація

### Підродини та триби
| - базальні Rubiaceae (59 sp.) - Coptosapelteae Bremek. ex S.P.Darwin (55 sp.) - Luculieae Rydin & B.Bremer (4 sp.) | - Cinchonoideae Raf. (1708 sp.) - Chiococceae Benth. & Hook.f. (224 sp.) - Cinchoneae DC. (125 sp.) - Guettardeae DC. (747 sp.) - Hamelieae A.Rich. ex DC. (171 sp.) - Hymenodictyeae Razafim. & B.Bremer (25 sp.) - Hillieae Bremek. ex S.P.Darwin (29 sp.) - Isertieae A.Rich. ex DC. (16 sp.) - Naucleeae DC. ex Miq. (192 sp.) - Rondeletieae DC. ex Miq. (178 sp.) - Strumpfieae Delprete & T.J.Motley (1 sp.) | - Ixoroideae Raf. (3960 sp.) - Airospermeae Kainul. & B.Bremer (7 sp.) - Alberteae Hook.f. (7 sp.) - Aleisanthieae Mouly, J.Florence & B.Bremer (10 sp.) - Augusteae Kainul. & B.Bremer (86 sp.) - Bertiereae Bridson (57 sp.) - Coffeeae DC. (303 sp.) - Condamineeae Hook.f. (305 sp.) - Cordiereae A.Rich. ex DC. emend. Mouly (124 sp.) - Cremasporeae Bremek. ex S.P.Darwin (2 sp.) - Crossopterygeae F.White ex Bridson (1 sp.) - Gardenieae A.Rich. ex DC. (587 sp.) - Greeneeae Mouly, J.Florence & B.Bremer (9 sp.) - Henriquezieae Benth. & Hook.f. (20 sp.) - Ixoreae Benth. & Hook.f. (545 sp.) - Jackieae Korth. (1 sp.) - Mussaendeae Hook.f. (221 sp.) - Octotropideae Bedd. (96 sp.) - Pavetteae A.Rich. ex Dumort. (624 sp.) - Posoquerieae Delprete (23 sp.) - Retiniphylleae Hook.f. (20 sp.) - Sabiceeae Bremek. (164 sp.) - Scyphiphoreae Kainul. & B.Bremer (1 sp.) - Sherbournieae Mouly & B.Bremer (54 sp.) - Sipaneeae Bremek. (43 sp.) - Steenisieae Kainul. & B.Bremer (5 sp.) - Trailliaedoxeae Kainul. & B.Bremer (1 sp.) - Vanguerieae A.Rich. ex Dumort. (644 sp.) | - Rubioideae Verdc. (7571 sp.) - Anthospermeae Cham. & Schltdl. ex DC. (208 sp.) - Argostemmateae Bremek. ex Verdc. (215 sp.) - Clarkelleae Deb (1 sp.) - Colletoecemateae Rydin & B.Bremer (3 sp.) - Coussareeae Hook.f. (402 sp.) - Craterispermeae Verdc. (16 sp.) - Cyanoneuroneae Razafim. & B.Bremer (5 sp.) - Danaideae B.Bremer & Manen (50 sp.) - Dunnieae Rydin & B.Bremer (1 sp.) - Gaertnereae Bremek. ex S.P.Darwin (95 sp.) - Knoxieae Hook.f. (131 sp.) - Lasiantheae B.Bremer & Manen (239 sp.) - Mitchelleae Razafim. & B.Bremer & Manen (14 sp.) - Morindeae Miq. (165 sp.) - Ophiorrhizeae Bremek. ex Verdc. (364 sp.) - Paederieae DC. (81 sp.) - Palicoureeae Robbr. & Manen (817 sp.) - Perameae Bremek. ex S.P.Darwin (14 sp.) - Prismatomerideae Y.Z.Ruan (23 sp.) - Psychotrieae Cham. & Schltdl. (2114 sp.) - Putorieae (34 sp.) - Rubieae Baill. (938 sp.) - Schizocoleeae Rydin & B.Bremer (2 sp.) - Schradereae Bremek. (55 sp.) - Spermacoceae Cham. & Schltdl. ex DC. (1344 sp.) - Theligoneae Wunderlich ex S.P.Darwin (4 sp.) - Urophylleae Bremek. ex Verdc. (236 sp.) |